# Takaaki Kajita
Takaaki Kajita (jap. 梶田 隆章 Kajita Takaaki; ur. 9 marca 1959 w Higashimatsuyama, w prefekturze Saitama) –  japoński fizyk, pracownik naukowy Uniwersytetu Tokijskiego, laureat Nagrody Nobla w dziedzinie fizyki w 2015 roku.

## Życiorys
W 1981 roku ukończył studia na Saitama University, a następnie podjął studia doktoranckie na Uniwersytecie Tokijskim pod kierunkiem Masatoshiego Koshiby (laureat Nagrody Nobla z fizyki w 2002 roku). Od 1988 roku był pracownikiem naukowym Instytutu Badań Promieniowania Kosmicznego (Institute for Cosmic Ray Research; ICRR) na Uniwersytecie Tokijskim, a w 1999 roku uzyskał profesurę, jednocześnie kierując należącym do instytutu Center for Cosmic Neutrinos. Obecnie piastuje funkcję dyrektora ICRR.
W 2015 roku został, wraz z kanadyjskim fizykiem Arthurem B. McDonaldem, laureatem Nagrody Nobla w dziedzinie fizyki za odkrycie oscylacji neutrin, które świadczą o fakcie, iż neutrina mają masę. W tym samym roku odznaczono go Orderem Kultury oraz tytułem zasłużonego dla kultury.